# Campeonato NORCECA de Voleibol Masculino Sub-21
El Campeonato NORCECA de Voleibol Masculino Sub-21 es una competencia de naciones sudamericanas con jugadores menores de 21 años, está organizada y avalada por la NORCECA se celebra cada 2 años.

## Historial
| N.º  | Año  | Sede                |                |                      |                |
| ---- | ---- | ------------------- | -------------- | -------------------- | -------------- |
| I    | 1998 | Ciudad de Guatemala | Canadá         | República Dominicana | Estados Unidos |
| II   | 2000 | Cuba                | Cuba           | Puerto Rico          | Estados Unidos |
| III  | 2002 | Kelowna             | Canadá         | Puerto Rico          | Estados Unidos |
| IV   | 2004 | Winnipeg            | Cuba           | Estados Unidos       | Puerto Rico    |
| V    | 2006 | Monterrey           | Cuba           | Estados Unidos       | Canadá         |
| VI   | 2008 | San Salvador        | Cuba           | Canadá               | Estados Unidos |
| VII  | 2010 | Gatineau            | Estados Unidos | Canadá               | Puerto Rico    |
| VIII | 2012 | Colorado Springs    | Estados Unidos | Canadá               | México         |
| IX   | 2014 | San Salvador        | Cuba           | Canadá               | Estados Unidos |
| X    | 2016 | Gatineau            | Estados Unidos | Cuba                 | Canadá         |
| XI   | 2018 | La Habana           | Cuba           | República Dominicana | Canadá         |

## Medallero
- Actualizado hasta La Habana 2018

| Núm. | País                 | Oro | Plata | Bronce | Total |
| ---- | -------------------- | --- | ----- | ------ | ----- |
| 1    | Cuba                 | 6   | 1     | 0      | 7     |
| 2    | Estados Unidos       | 3   | 2     | 5      | 10    |
| 3    | Canadá               | 2   | 4     | 3      | 9     |
| 4    | Puerto Rico          | 0   | 2     | 2      | 4     |
| 5    | República Dominicana | 0   | 2     | 0      | 2     |
| 5    | México               | 0   | 0     | 1      | 1     |
|      | TOTAL                | 10  | 10    | 10     | 30    |

## MVPpor edición
- 2018 –  Cuba - José Carlos Romero
- 2016 –  Estados Unidos - Joshua Tuaniga
- 2014 –  Cuba - Ricardo Calvo
- 2012 –  Estados Unidos - Benjamin Patch
- 2008 –  Cuba - Rolando Cepeda
- 2006 –  Cuba - Rolando Junquín